# Subida a Urkiola 2008
La Subida a Urkiola 2008, trentaquattresima edizione della corsa, valida come evento dell'UCI Europe Tour 2008 categoria 1.1, si svolse il 3 agosto 2008 su un percorso di 166 km. Fu vinta dallo spagnolo David Arroyo, che terminò la gara in 3h50'11" alla media di 43,26 km/h.
Furono 91 i ciclisti che portarono a termine il percorso.

## Ordine d'arrivo (Top 10)
| Pos. | Corridore          | Squadra       | Tempo    |
| ---- | ------------------ | ------------- | -------- |
| 1    | David Arroyo       | C. d'Epargne  | 3h50'11" |
| 2    | Juan José Cobo     | Saunier Duval | a 6"     |
| 3    | Sergio Pardilla    | Burgos Mon.   | a 26"    |
| 4    | David López García | C. d'Epargne  | a 55"    |
| 5    | Joaquim Rodríguez  | C. d'Epargne  | a 1'00"  |
| 6    | José Rujano        | C. d'Epargne  | a 1'10"  |
| 7    | Francisco Pérez    | C. d'Epargne  | a 1'20"  |
| 8    | Manuel Calvente    | Contentpolis  | a 1'21"  |
| 9    | Ignacio Sarabia    | Extremadura   | a 1'25"  |
| 10   | Gorka Verdugo      | Euskaltel     | a 1'39"  |